# Gârleni
Gârleni is een Roemeense gemeente in het district Bacău.
Gârleni telt 6742 inwoners.